# Liste der Biografien/Rh
Liste der Biografien |
Portal Biografien |
Personensuche
# |
A |
B |
C |
D |
E |
F |
G |
H |
I |
J |
K |
L |
M |
N |
O |
P |
Q |
R |
S |
T |
U |
V |
W |
X |
Y |
Z |
?
 
Ra |
Rb |
Rd |
Re |
Rh |
Ri |
Rj |
Rk |
Rl |
Rm |
Rn |
Ro |
Rr |
Rs |
Rt |
Ru |
Rv |
Rw |
Rx |
Ry |
Rz
Die Liste der Biografien führt alle Personen auf, die in der deutschsprachigen Wikipedia einen Artikel haben. Dieses ist eine Teilliste mit 442 Einträgen von Personen, deren Namen mit den Buchstaben „Rh“ beginnt.

## Rh

### Rha
- Rha, Sun-hwa (* 1949), südkoreanische Historikerin
- Rhadamistos, König von Armenien (51–54)
- Rhadamsades, sarmatischer König des romabhängigen Bosporanischen Reiches
- Rhade, Christian Ludwig Adolph von (1764–1813), preußischer Rittmeister und Landrat
- Rhaden, Anton August von (* 1757), preußischer Offizier und Landrat
- Rhaders, Hans († 1644), deutscher Goldschmied
- Rhades, Jürgen (* 1926), deutscher Schriftsteller und Marineoffizier
- Rhadi Ben Abdesselam (1929–2000), marokkanischer Leichtathlet
- Rhaili, Mouhcine (* 1981), marokkanischer Straßenradrennfahrer
- Rham, Claudia de (* 1978), schweizerisch-britische Physikerin
- Rham, Georges de (1903–1990), Schweizer Mathematiker
- Rham, Johann Richard († 1663), Prämonstratenser, Alchemist, Diplomat
- Rhambo, Khylin (* 1996), US-amerikanischer Film- und Fernsehschauspieler
- Rhame, Thomas (1941–2023), US-amerikanischer Offizier, Generalleutnant der US Army
- Rhames, Arthur (1957–1989), US-amerikanischer Tenorsaxophonist, Gitarrist und Pianist des Free Jazz
- Rhames, Ving (* 1959), US-amerikanischer SchauspielerVing Rhames (* 1959)

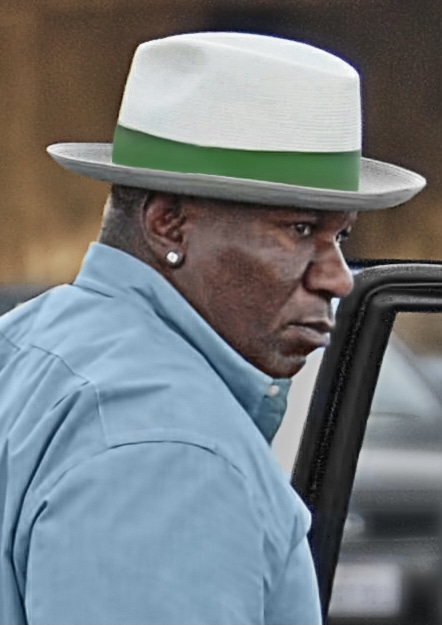
Ving Rhames (* 1959)

- Rhamm, Albert von (1846–1924), deutscher Jurist und Politiker
- Rhamm, Karl (1842–1911), Ethnograph
- Rhankaves, Alexandros Rhizos (1809–1892), griechischer Dichter, Literaturwissenschaftler und Diplomat
- Rharsalla, Ikram (* 1995), spanische Leichtathletin
- Rhaskuporis I., thrakischer König
- Rhatha Phongam (* 1983), thailändische Schauspielerin und Sängerin
- Rhau, Georg (1488–1548), deutscher Buchdrucker, Komponist und Thomaskantor
- Rhaue, Arne-Bernd (* 1954), deutscher Maler und Bildhauer
- Rhaue, Walter (1885–1959), deutscher Maler und Töpfer
- Rhaw, Augustin (1573–1621), deutscher Rechtswissenschaftler und pommerscher Politiker
- Rhaw, Balthasar (1527–1601), deutscher Gräzist, Historiker und lutherischer Theologe
- Rhaw, Balthasar († 1658), deutscher Logiker, Metaphysiker und lutherischer Theologe
- Rhawi, Gabriel (* 1988), schwedischer Fußballspieler
- Rhazates († 627), sassanidischer General
- Rhazes († 925), persischer Arzt, Naturwissenschaftler, Philosoph und Schriftsteller

### Rhe
- Rhea, Caroline (* 1964), kanadische Komödiantin und SchauspielerinCaroline Rhea (* 1964)

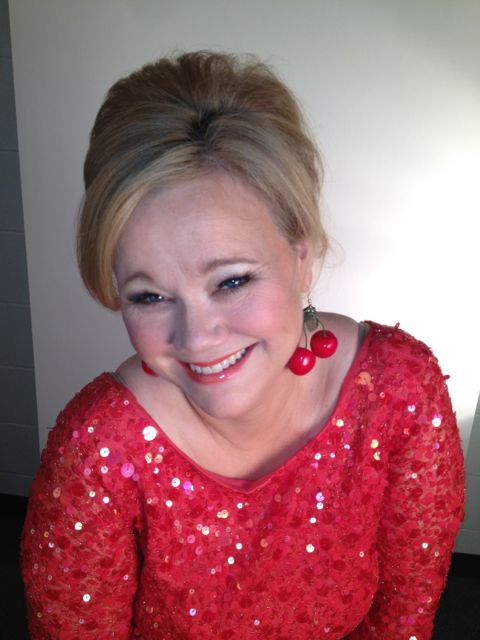
Caroline Rhea (* 1964)

- Rhea, John (1753–1832), US-amerikanischer Politiker
- Rhea, John Stockdale (1855–1924), US-amerikanischer Politiker
- Rhea, William Francis (1858–1931), US-amerikanischer Politiker
- Rhead, Frederick Hurten (1880–1942), englischer Keramiker
- Rhead, Louis (1857–1926), amerikanischer Gebrauchsgrafiker der Art Nouveau
- Rhead-Skarvan, Shelley (* 1965), kanadische Eisschnellläuferin
- Rheam, Henry Meynell (1859–1920), englischer Maler des Spätimpressionismus und Präraffaelismus
- Rheault, Jon (* 1986), US-amerikanischer Eishockeyspieler
- Rheaume, Amanda (* 1982), kanadische Singer-Songwriterin und Folksängerin
- Rhéaume, Manon (* 1972), kanadische Eishockeytorhüterin
- Rhéaume, Pascal (* 1973), kanadischer Eishockeyspieler und -trainer
- Rhebart, Thomas († 1570), deutscher Buchdrucker in Jena und Frankfurt am Main
- Rhebisch, Abbas Cachiane Kaefe († 1766), türkische Hofdame und Pfarrersfrau
- Rhede, Bernhard Wilhelm von (1658–1721), Großprior des deutschen Johanniterordens
- Rhede, Friedrich von, Domherr in Münster
- Rhede, Heinrich von († 1602), Domherr in Münster
- Rhede, Joachim Adrian von, Domherr in Münster
- Rhede, Johann Heinrich von, Domherr in Münster und Regensburg
- Rhede, Johann Plechelm von († 1662), Domherr in Münster
- Rhede, Wilhelm Friedrich von, Domherr in Münster
- Rheden, August von (1853–1907), 16. Erbdrost von Gandersheim, königlich preußischer Landrat und Politiker
- Rheden, Hartwig von (1885–1957), deutscher Politiker (NSDAP), MdR
- Rheden, Hildegard von (1895–1987), deutsche Politikerin (DRP), MdL
- Rheden, Joseph (1873–1946), österreichischer Astronom
- Rheden, Theodor von (1492–1556), Bischof von Lübeck
- Rheder, Reimar Peter von (1660–1711), Lübecker Domherr, königlich dänischer Rat und Beamter
- Rhédey von Kis-Rhéde, Claudine (1812–1841), ungarische AdligeClaudine Rhédey von Kis-Rhéde (1812–1841)

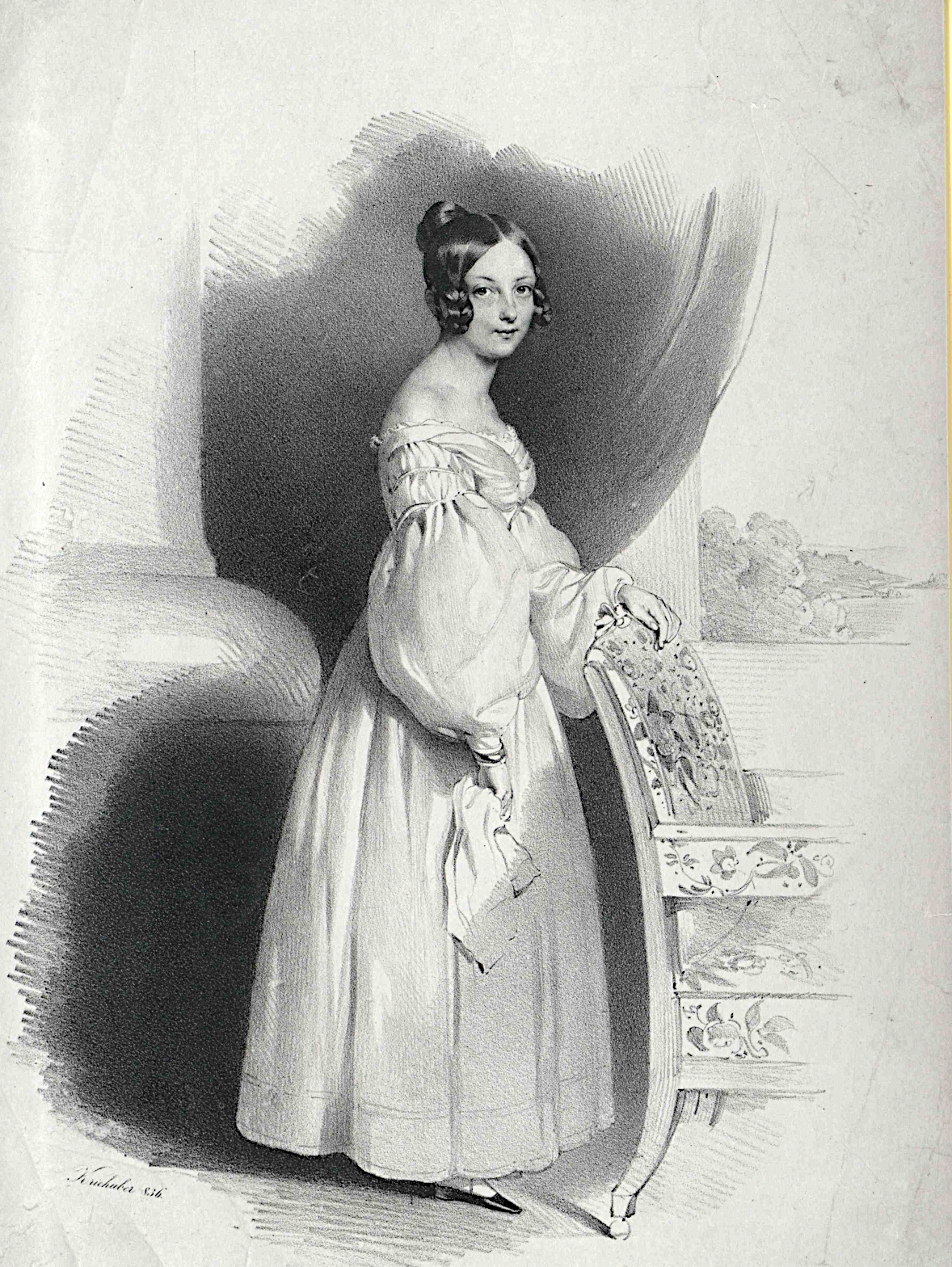
Claudine Rhédey von Kis-Rhéde (1812–1841)

- Rhédey, Franz (1610–1667), Fürst von Siebenbürgen
- Rhédey, Johann († 1768), ungarischer Adliger und österreichischer Generalmajor
- Rhediger, Karl von († 1826), preußischer Adliger und Staatsrat
- Rhee, Julius van (* 1996), deutscher Jazzmusiker (Altsaxophon)
- Rhee, Phillip (* 1960), südkoreanisch-amerikanischer Schauspieler, Filmregisseur, Filmproduzent und Drehbuchautor
- Rhee, Seund Ja (1918–2009), koreanische Malerin, Graveurin und Keramikerin
- Rhee, Simon (* 1957), US-amerikanischer Schauspieler, Stuntman und Stunt-Coordinator
- Rhee, Syng-man (1875–1965), südkoreanischer PräsidentRhee Syng-man (1875–1965)

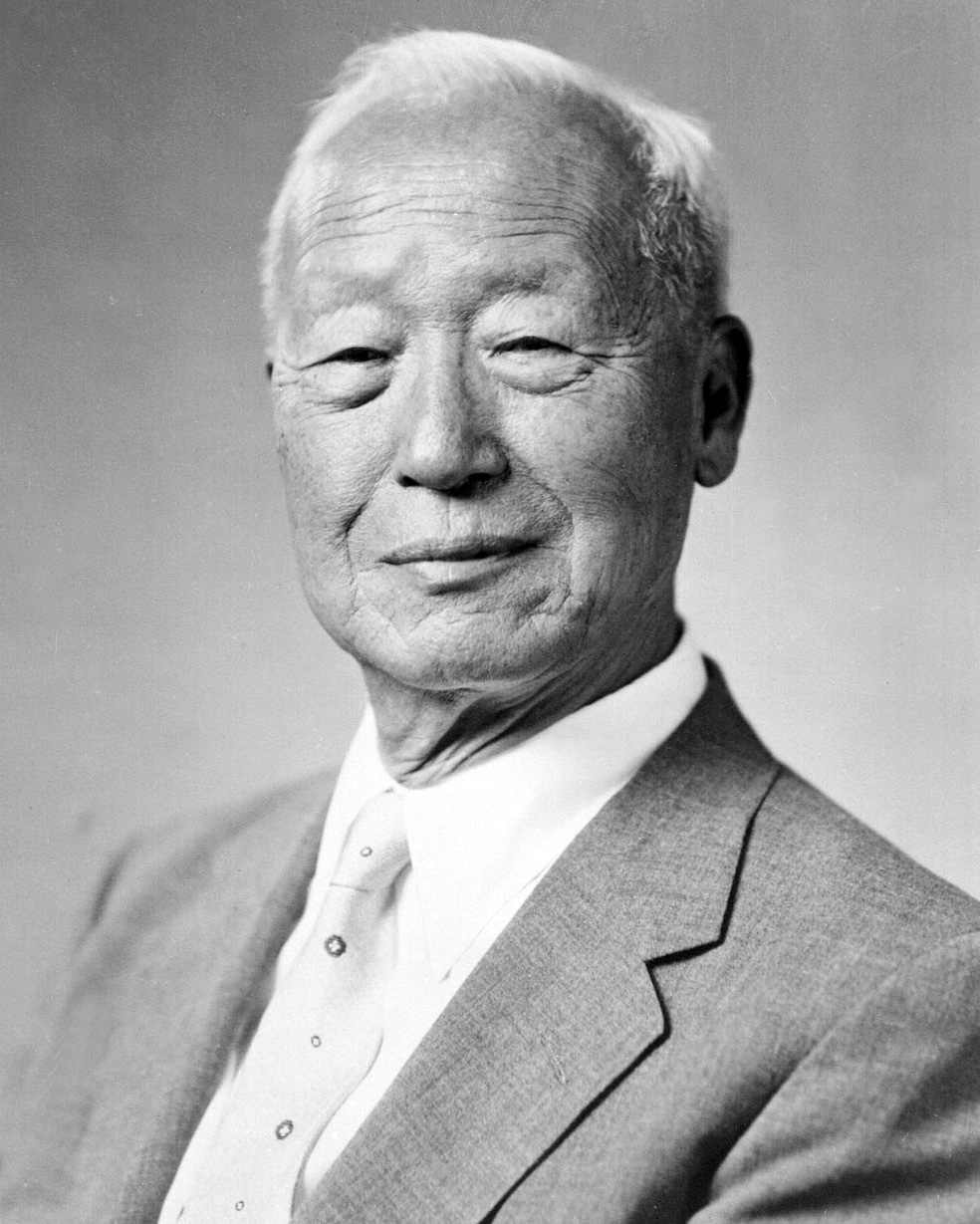
Rhee Syng-man (1875–1965)

- Rhee, Won-il (1960–2011), südkoreanischer international tätiger Kurator
- Rheede tot Draakenstein, Hendrik Adriaan van (1636–1691), niederländischer Botaniker
- Rheeder, Rupert (* 1976), südafrikanischer Radrennfahrer
- Rheem, David (* 1980), US-amerikanischer Pokerspieler
- Rhees, Rush (1905–1989), amerikanischer Philosoph, englischer Hochschullehrer, literarischer Nachlassverwalter Ludwig Wittgensteins
- Rhefus, Reiner (* 1957), deutscher Historiker, Sozialpädagoge und Autor
- Rhegius, Urbanus (1489–1541), deutscher Reformator
- Rheidt, Celly de (1889–1969), deutsche Tänzerin und Schauspielerin
- Rheidt, Klaus (* 1955), deutscher Bauforscher
- Rheims, Bettina (* 1952), französische Fotografin
- Rheims, Maurice (1910–2003), französischer Kunsthistoriker
- Rheims, Nathalie (* 1959), französische Autorin und Schauspielerin
- Rhein, Adolf (1885–1964), Erfurter Buchbinder und Einbandforscher
- Rhein, Adrian Gottlieb von († 1805), preußischer Generalmajor und Regimentschef
- Rhein, Boris (* 1972), deutscher Politiker (CDU), MdL, hessischer MinisterpräsidentBoris Rhein (* 1972)

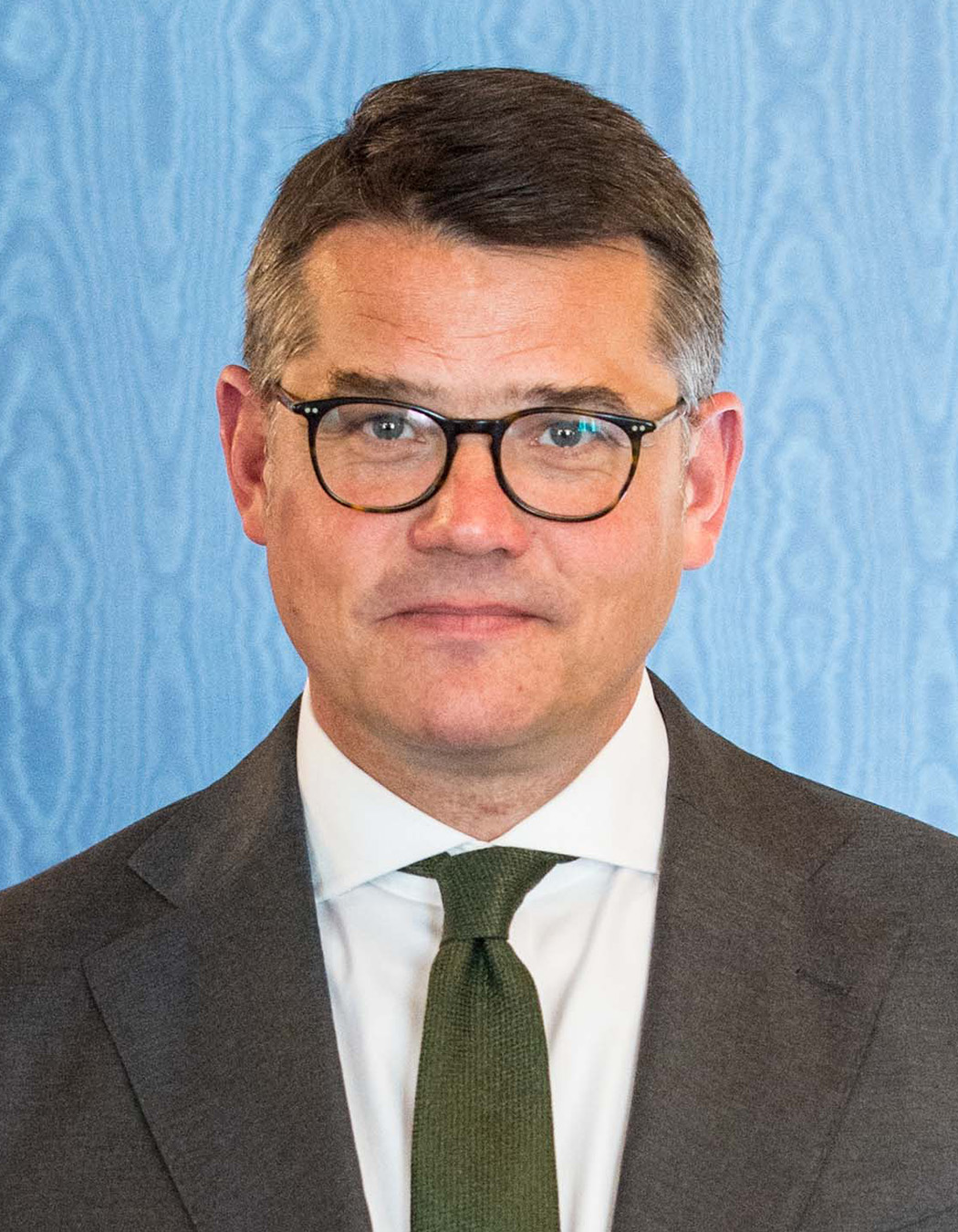
Boris Rhein (* 1972)

- Rhein, Detlef (* 1969), deutscher Designer und Hochschullehrer
- Rhein, Eduard (1900–1993), deutscher Erfinder, Publizist und Schriftsteller, Geigenvirtuose und Journalist
- Rhein, Erich (1902–1956), deutscher Maler und Graphiker
- Rhein, Friedrich von Zu (1802–1870), königlich bayerischer Verwaltungsbeamter und Jurist
- Rhein, Fritz (1873–1948), deutscher Maler
- Rhein, Georg (1815–1876), Landtagsabgeordneter Waldeck
- Rhein, Hans-Werner (* 1952), deutscher Versicherungsjurist
- Rhein, Hermann (1867–1960), deutscher Politiker (SPD)
- Rhein, Karl-Ludwig (1894–1988), deutscher Offizier, zuletzt Generalleutnant im Zweiten Weltkrieg
- Rhein, Ludwig von Zu (1833–1914), deutscher Politiker (Zentrum), MdR
- Rhein, Memo (* 1950), deutscher Musikmanager, Produzent und Gründer des Klassiklabels Cugate Classics
- Rhein, Michael Robert (* 1964), deutscher SängerMichael Robert Rhein (* 1964)

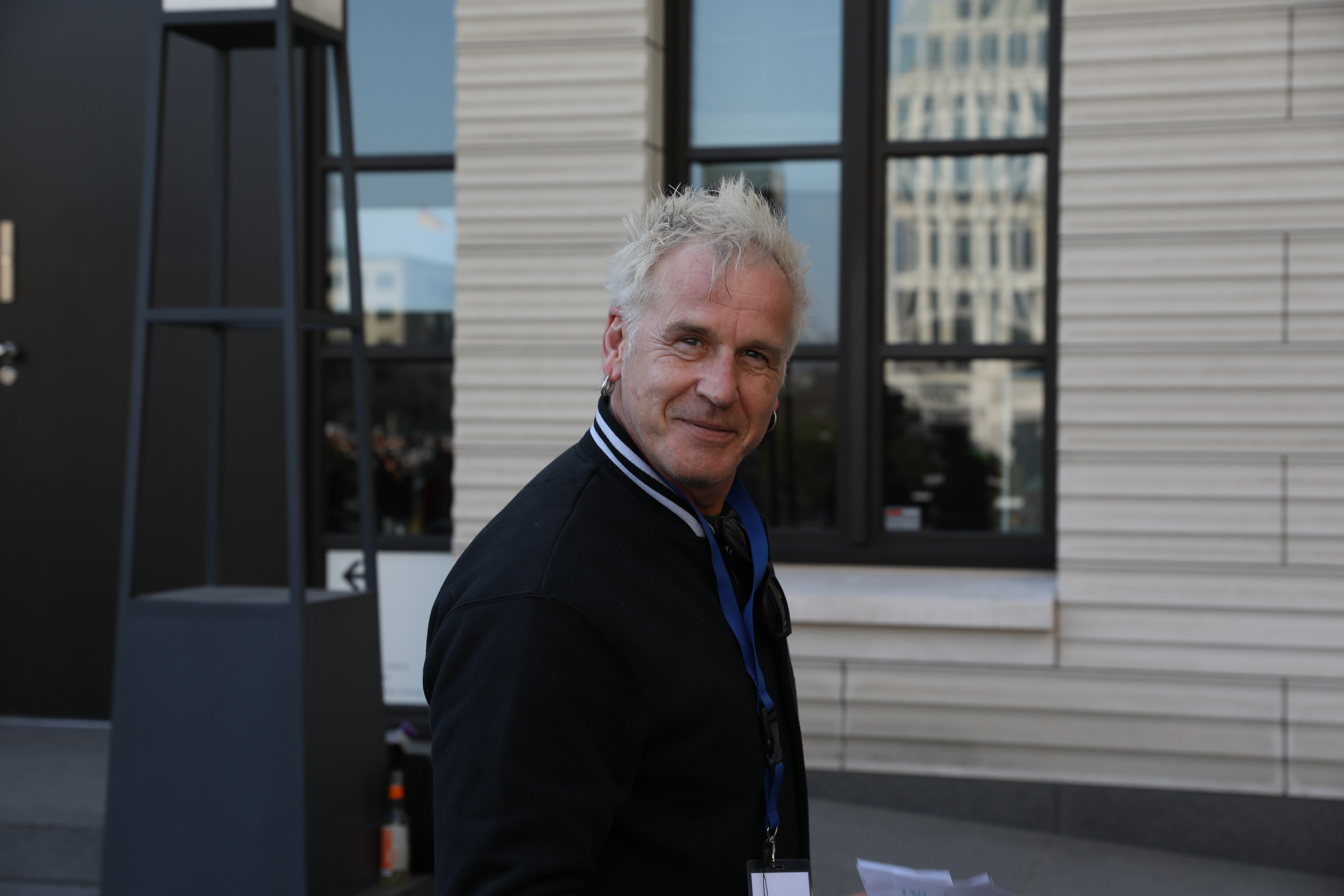
Michael Robert Rhein (* 1964)

- Rhein, Philipp von Zu (1809–1870), königlich bayerischer Regierungsbeamter, zuletzt Regierungspräsident von Oberbayern
- Rhein, Simon (* 1998), deutscher Fußballspieler
- Rhein, Stefan (* 1958), deutscher Altphilologe
- Rhein, Torben (* 2003), deutscher Fußballspieler
- Rhein, Wilhelm (1887–1964), deutscher Konteradmiral der Kriegsmarine
- Rheinbaben, Albert von (1813–1880), preußischer General der Kavallerie
- Rheinbaben, Georg von (1855–1921), preußischer Politiker
- Rheinbaben, Karl von (1781–1843), preußischer Generalleutnant, Kanonikus des Kollegialstifts St. Peter und Paul
- Rheinbaben, Paul von (1834–1905), preußischer Generalleutnant
- Rheinbaben, Paul von (1844–1921), deutscher Regierungsbeamter und Politiker, MdR
- Rheinbaben, Richard von (* 1960), deutscher Unternehmer und Mäzen
- Rheinbaben, Rochus von (1893–1937), deutscher politischer Aktivist und Schriftsteller
- Rheinbaben, Werner von (1878–1975), deutscher Politiker (DVP), MdR, Diplomat und Publizist
- Rheinbay, Paul (* 1959), deutscher Theologe
- Rheinberg, Moni van (1952–2006), deutsche Malerin
- Rheinberger, Eduard (1856–1918), deutscher Schuhfabrikant und Kommerzienrat
- Rheinberger, Egon (1870–1936), liechtensteinischer Architekt, Künstler und Burgenfachmann
- Rheinberger, Franz (1927–1944), deutscher Widerstandskämpfer gegen den Nationalsozialismus
- Rheinberger, Gustav (1889–1968), deutscher Schuhfabrikant
- Rheinberger, Hans (1911–1980), liechtensteinischer Architekt und Denkmalschützer
- Rheinberger, Hans-Jörg (* 1946), Liechtensteiner Wissenschaftshistoriker
- Rheinberger, Hermine (1864–1932), liechtensteinische Schriftstellerin
- Rheinberger, Josef Gabriel (1839–1901), liechtensteinischer KomponistJosef Gabriel Rheinberger (1839–1901)

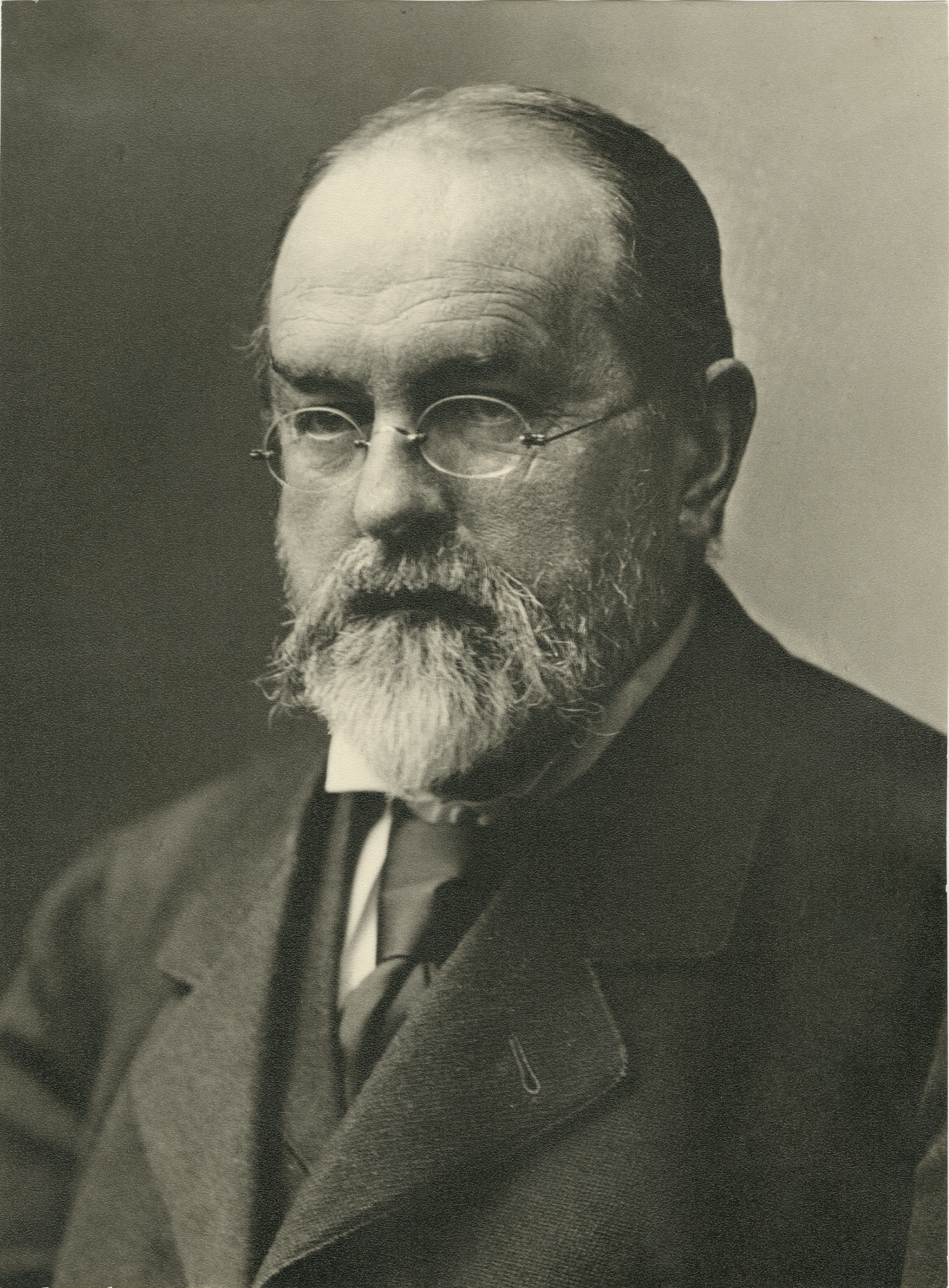
Josef Gabriel Rheinberger (1839–1901)

- Rheinberger, Volker (* 1948), liechtensteinischer Politiker
- Rheinboldt, Heinrich (1891–1955), deutsch-brasilianischer Chemiker
- Rheinboldt, Josef Nikolaus (1860–1931), deutscher Politiker und Diplomat
- Rheindorf, Hanns (1902–1982), deutscher Bildhauer und Goldschmied
- Rheindorf, Horst Joachim (1922–2018), deutscher Mediziner und ärztlicher Standespolitiker
- Rheindorf, Kurt (1897–1977), deutscher Historiker
- Rheindt, Frank E. (* 1977), deutscher Ornithologe
- Rheineck, Christoph (1748–1797), deutscher Komponist
- Rheineck, Friedrich Eduard von (1796–1854), preußischer Kavallerieoffizier, griechischer Offizier
- Rheineck, Georg (1848–1916), deutscher Bildhauer
- Rheineck, Renate (* 1951), deutsche Juristin und Richterin
- Rheinen, Robert (1844–1920), deutscher Heimatforscher und Kunstsammler
- Rheiner, Walter (1895–1925), deutscher Schriftsteller
- Rheinert, Adolf (1880–1958), deutscher Landschafts- und Marinemaler der Düsseldorfer Schule
- Rheinfelden, Heinrich von, Schweizer Dominikaner
- Rheinfelder, Hans (1898–1971), deutscher Romanist, Sprachwissenschaftler und Literaturwissenschaftler
- Rheinfurth, Karl (1895–1953), deutscher Pfarrer und Schriftsteller
- Rheingans, Brad (* 1953), US-amerikanischer RingerBrad Rheingans (* 1953)

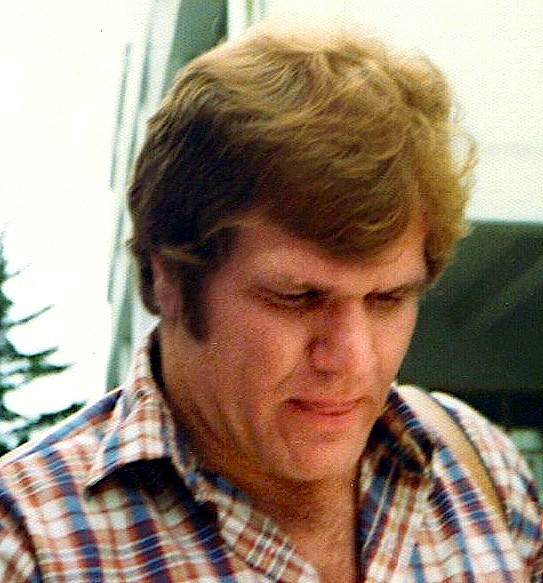
Brad Rheingans (* 1953)

- Rheingans, Uwe (1929–2025), deutscher Politiker (NPD), MdL
- Rheingold, Howard (* 1947), US-amerikanischer Autor
- Rheingrafenstein, Carl Magnus von (1718–1793), Regent der Rheingrafschaft Gaugrehweiler
- Rheingruber, Joseph (1824–1894), deutscher Zeichner, Kupferstecher und Lithograph
- Rheinhardt, Emil Alphons (1889–1945), österreichischer Schriftsteller
- Rheinheimer, Anne (* 1993), deutsche Fußballspielerin
- Rheinheimer, Gerhard (1927–2015), deutscher Mikrobiologe
- Rheinheimer, Martin (* 1960), deutsch-dänischer Historiker und Landschaftsfotograf
- Rheinhold, Hugo (1853–1900), deutscher Bildhauer
- Rheinhold, Klaus (1891–1974), deutscher Unternehmer der Isolier- und Asbestindustrie
- Rheinhold, Otto (1855–1937), deutscher Fabrikant, Stifter und Mäzen
- Rheinhold, Walter (1897–1973), deutscher Politiker (FDP), MdL
- Rheinisch, Fritz (1868–1953), deutscher Richter
- Rheinländer, Achim (1933–2015), deutscher Politiker (SPD), MdA
- Rheinländer, Anton (1866–1928), deutscher Politiker (Zentrums), MdR
- Rheins, Victor (1873–1938), deutscher Landschaftsmaler, Kunsthändler und Galerist
- Rheinsberg, Anna (* 1956), deutsche Autorin
- Rheinsberg, Raffael (1943–2016), deutscher Künstler
- Rheinstein, Max (1899–1977), deutsch-amerikanischer Jurist
- Rheinstrom, Heinrich (1884–1960), deutsch-amerikanischer Rechtsanwalt
- Rheinwald, Albert (1882–1966), Schweizer Schriftsteller und Kunstkritiker
- Rheinwald, Carl Friedrich (1802–1876), deutscher Jurist und Politiker
- Rheinwald, Georg Friedrich Heinrich (1802–1849), deutscher evangelischer Theologe und Kirchenhistoriker
- Rheinwald, Hans (1903–1968), deutscher Agrarwissenschaftler
- Rheinwald, Henri (1884–1968), Schweizer Radrennfahrer
- Rheinwalt, Karl (1928–1993), deutscher Politiker (SPD), Oberbürgermeister von Pirmasens
- Rheinz, Hanna (* 1950), jüdisch-deutsche Publizistin, Psychologin und Tierrechtsaktivistin
- Rheker, Gisela (1923–2016), deutsche Diplomatin
- Rhemen zu Barensfeld, Adolf von (1855–1932), österreichischer Offizier
- Rhemen zu Barnsfeld, Johann von, Domherr in Münster und Drost zu Gemen
- Rhemrev, Loulou (* 1964), niederländische Schauspielerin
- Rhena, Friedrich von (1877–1908), deutscher Diplomat und Mitglied der badischen großherzoglichen Familie
- Rhena, Johann Henrich von (1748–1814), deutscher Gutsbesitzer, Forstmeister und Politiker
- Rhenanus, Beatus (1485–1547), deutscher Humanist und Philologe
- Rhenanus, Johannes (1528–1589), deutscher Salinist, Theologe, Alchemist und Autor
- Rhené-Baton (1879–1940), französischer Dirigent und Komponist
- Rhenferd, Jacob (1654–1712), deutscher Philologe
- Rhéninghe, Gérard de († 1302), Bischof von Metz
- Rhenius, Helmuth (1893–1979), deutscher Politiker (CDU), MdHB
- Rhenius, Johannes (1574–1639), deutscher Lehrer
- Rhenius, Otto (1854–1941), preußischer Generalmajor
- Rheon, Iwan (* 1985), walisischer Schauspieler und MusikerIwan Rheon (* 1985)

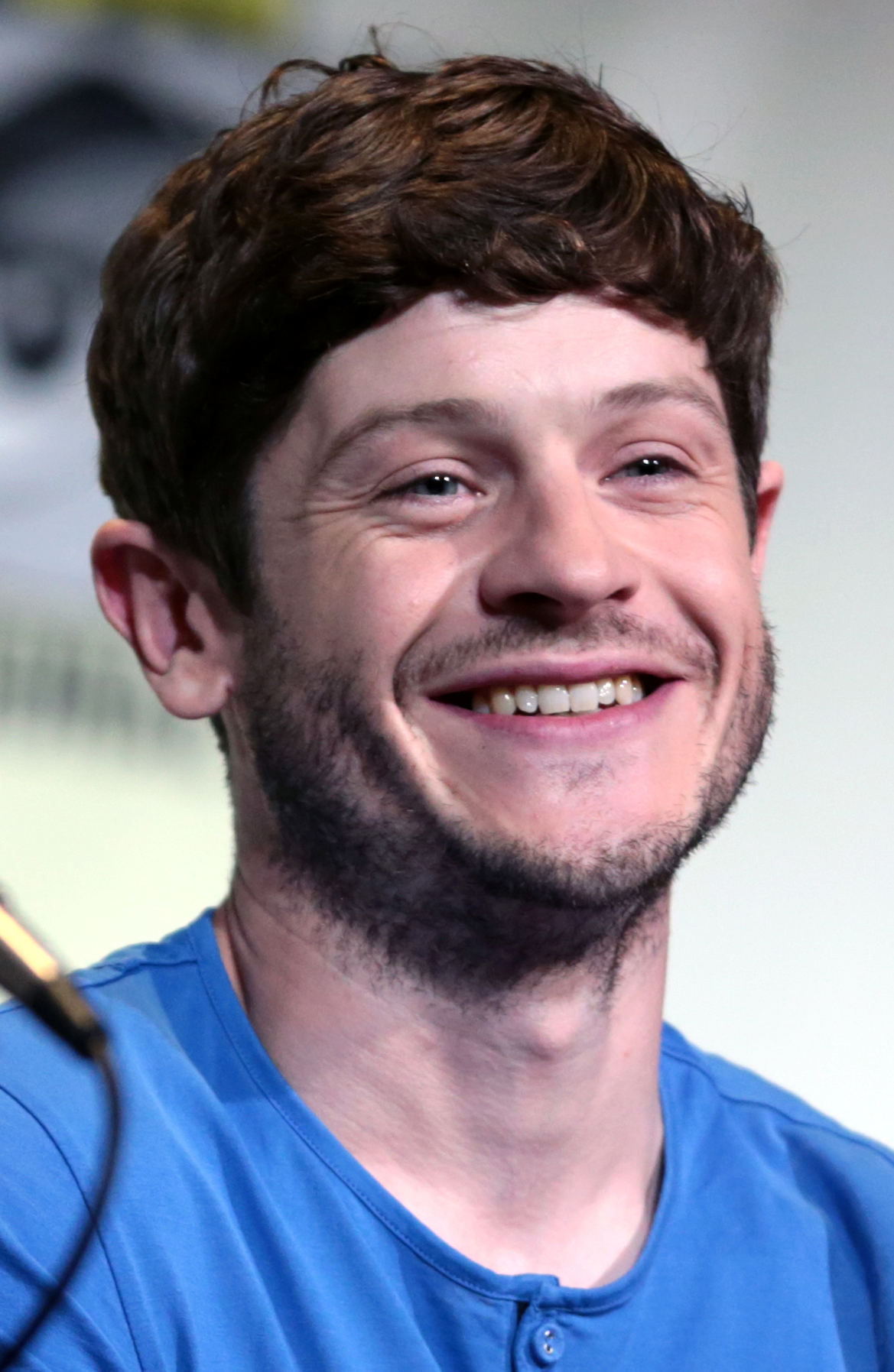
Iwan Rheon (* 1985)

- Rherras, Faycal (* 1993), marokkanischer Fußballspieler
- Rhesa, Ludwig (1776–1840), protestantischer Pfarrer, Professor, Dichter und Historiker
- Rhese, Johann Gottfried (1665–1731), deutscher evangelischer Pfarrer
- Rhete, Georg († 1586), deutscher Buchdrucker
- Rheticus, Georg Joachim (1514–1574), deutscher Mathematiker, Astronom und Mediziner
- Rhetius, Jeremias (1631–1681), deutscher Mediziner, Stadtphysikus in Arnstadt
- Rhetorios, hellenistischer Astrologe
- Rhett, Alicia (1915–2014), amerikanische Schauspielerin
- Rhett, Robert (1800–1876), US-amerikanischer Politiker
- Rhett, Thomas (* 1990), US-amerikanischer Countrysänger
- Rhetz, August Wilhelm von (1721–1796), herzoglich braunschweigisch-lüneburgischer Generalleutnant und Autor
- Rhetz, Conrad Franz von (1726–1788), herzoglich braunschweigischer Landdrost
- Rhetz, Johann (1633–1707), deutscher Jurist
- Rheude, Lorenz M. (1863–1939), deutscher Grafiker, Kunstmaler, Heraldiker und Autor heraldischer Aufsätze

### Rhi
- Rhianna (* 1983), englische Contemporary-R&B-Sängerin
- Rhianos, griechischer Dichter und Grammatiker
- Rhie, Ye-One (* 1987), deutsche Politikerin (SPD)Ye-One Rhie (* 1987)

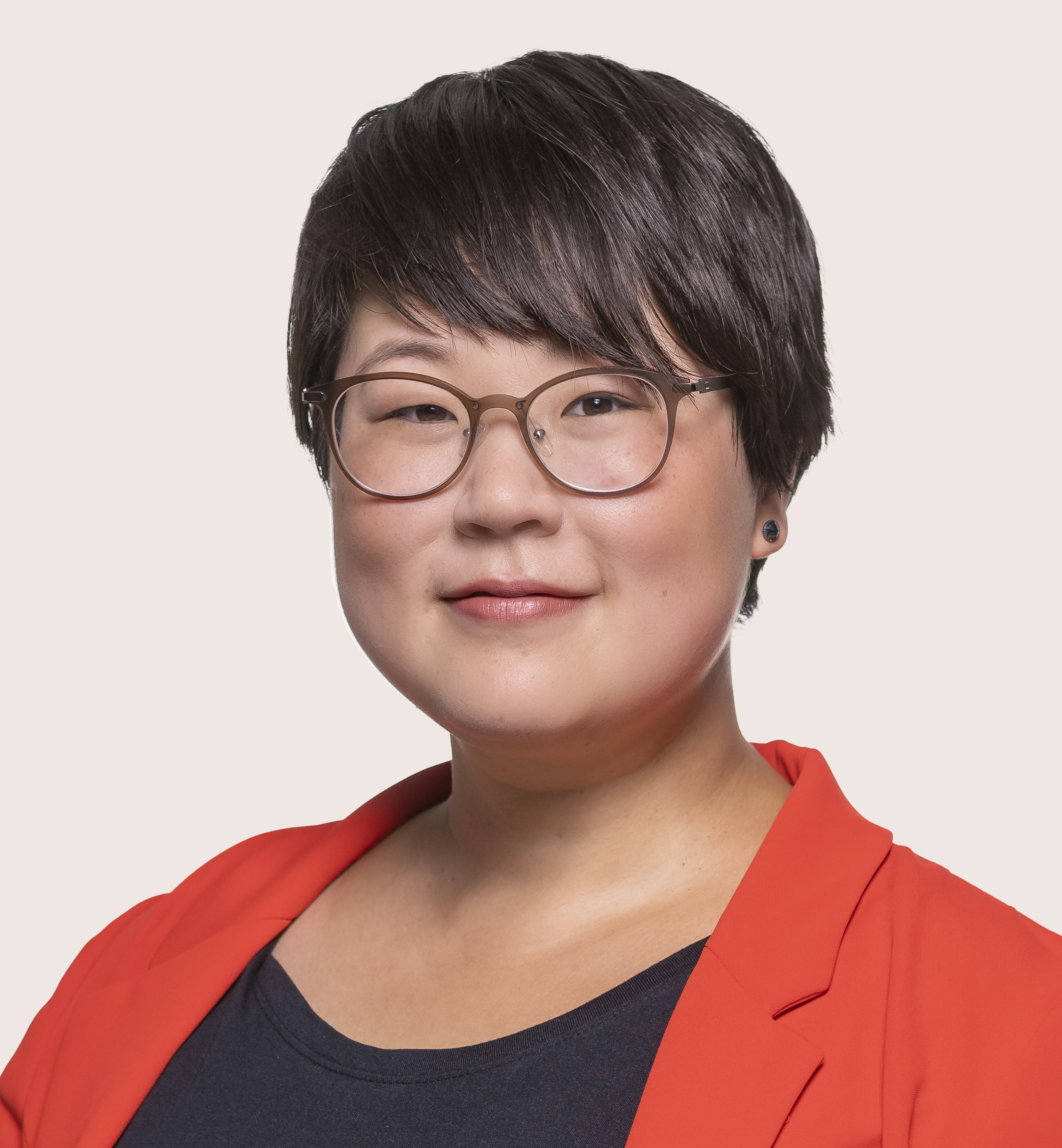
Ye-One Rhie (* 1987)

- Rhiel, Alois (* 1950), deutscher Politiker (CDU), hessischer Wirtschafts- und Verkehrsminister
- Rhiel, Andreas (* 1861), deutscher Jurist und Politiker (Zentrum), MdL
- Rhiem, Caroline (* 1857), deutsche Lehrerin und Schriftstellerin
- Rhiem, Johann Lukas (1656–1729), deutscher Mediziner
- Rhiem, Theodor (1823–1880), deutscher Theologe und Pädagoge
- Rhien, Robert Friedrich (1811–1891), deutscher Architekt und Baubeamter sowie Fachschullehrer
- Rhijn, Albertus van (1890–1971), südafrikanischer Politiker und Botschafter
- Rhijn, Johannes Jacobus van (1742–1808), alt-katholischer Erzbischof von Utrecht
- Rhijn, Petrus van (1931–1999), niederländischer Fußballspieler
- Rhijn, Pieter Johannes van (1886–1960), niederländischer Astronom
- Rhijn, Ricardo van (* 1991), niederländischer Fußballspieler
- Rhijne, Willem ten (1647–1700), niederländischer Arzt und Autor
- Rhim, Ju-yeon (* 1976), südkoreanische Comiczeichnerin
- Rhimes, Shonda (* 1970), US-amerikanische Drehbuchautorin und Produzentin von FernsehserienShonda Rhimes (* 1970)

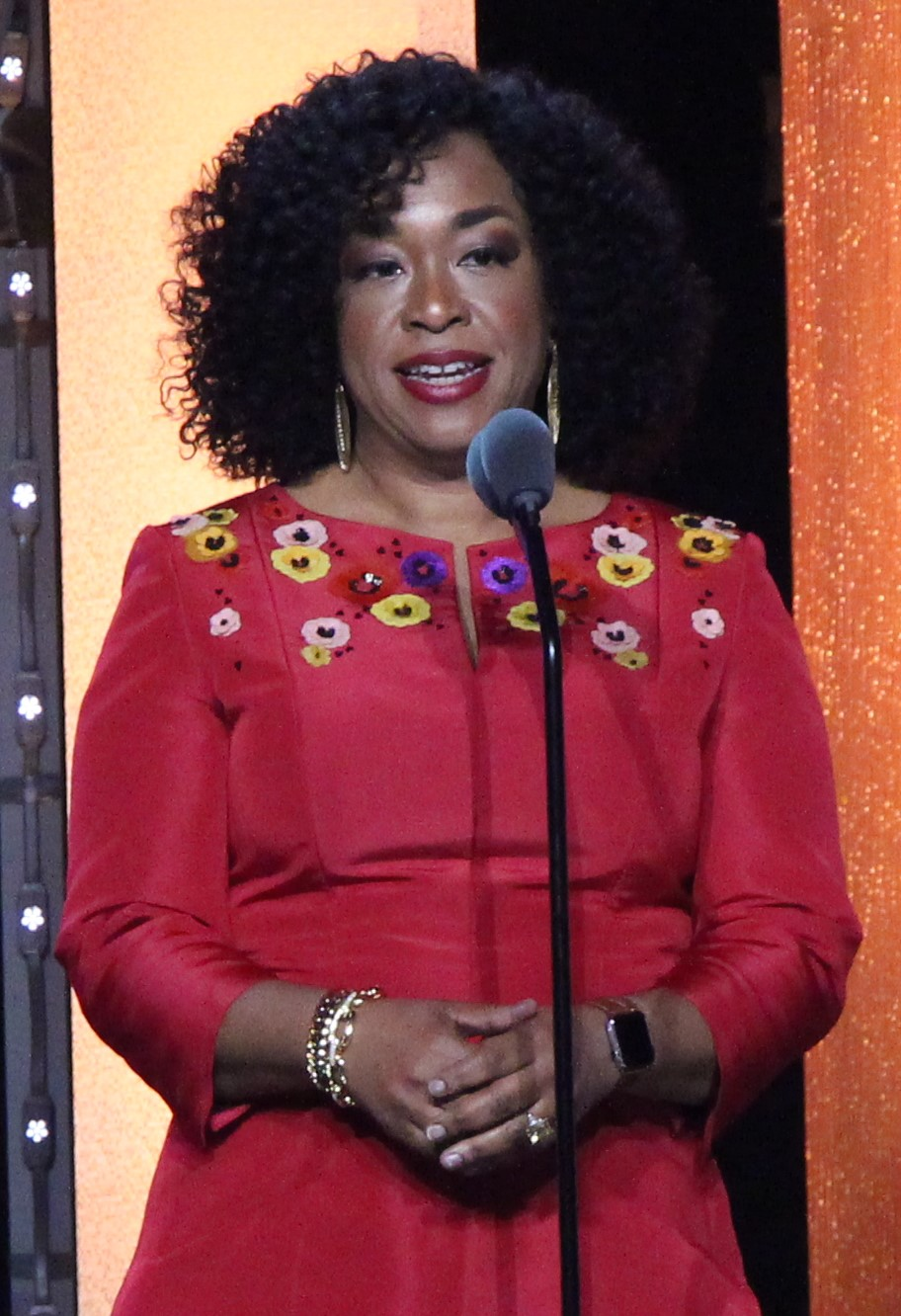
Shonda Rhimes (* 1970)

- Rhind, Alexander Henry (1833–1863), schottischer Anwalt und Ägyptologe
- Rhind, John (1828–1892), schottischer Bildhauer
- Rhind-Tutt, Julian (* 1968), britischer Schauspieler
- Rhine, Gary (1951–2006), US-amerikanischer Filmemacher, Produzent und Drehbuchautor
- Rhine, Joseph Banks (1895–1980), US-amerikanischer Botaniker und Parapsychologe
- Rhinehart, Luke (1932–2020), US-amerikanischer Schriftsteller
- Rhines, Houston (* 1980), US-amerikanischer Schauspieler
- Rhines, Jennifer (* 1974), amerikanische Langstreckenläuferin
- Rhinock, Joseph L. (1863–1926), US-amerikanischer Politiker
- Rhinon, athenischer Politiker
- Rhinow, Hans-Joachim (1921–2017), deutscher Komponist und Arrangeur
- Rhinow, René (* 1942), Schweizer Jurist und Hochschullehrer, Ständerat, Präsident des Schweizerischen Roten Kreuzes
- Rhiwallon ap Cynfyn († 1070), Mitherrscher der walisischen Fürstentümer Gwynedd und Powys

### Rho
- Rho, Adolphe (1839–1905), kanadischer Maler
- Rho, Mannque (* 1936), koreanischer Physiker
- Rhoades, Billy E. (1928–2021), US-amerikanischer Mathematiker und Hochschullehrer
- Rhoades, Jason (1965–2006), US-amerikanischer Künstler
- Rhoades, Katharine (1885–1965), US-amerikanische Malerin, Dichterin, Illustratorin und Feministin
- Rhoades, Kevin Carl (* 1957), römisch-katholischer Bischof
- Rhoades, Lana (* 1996), US-amerikanische PornodarstellerinLana Rhoades (* 1996)

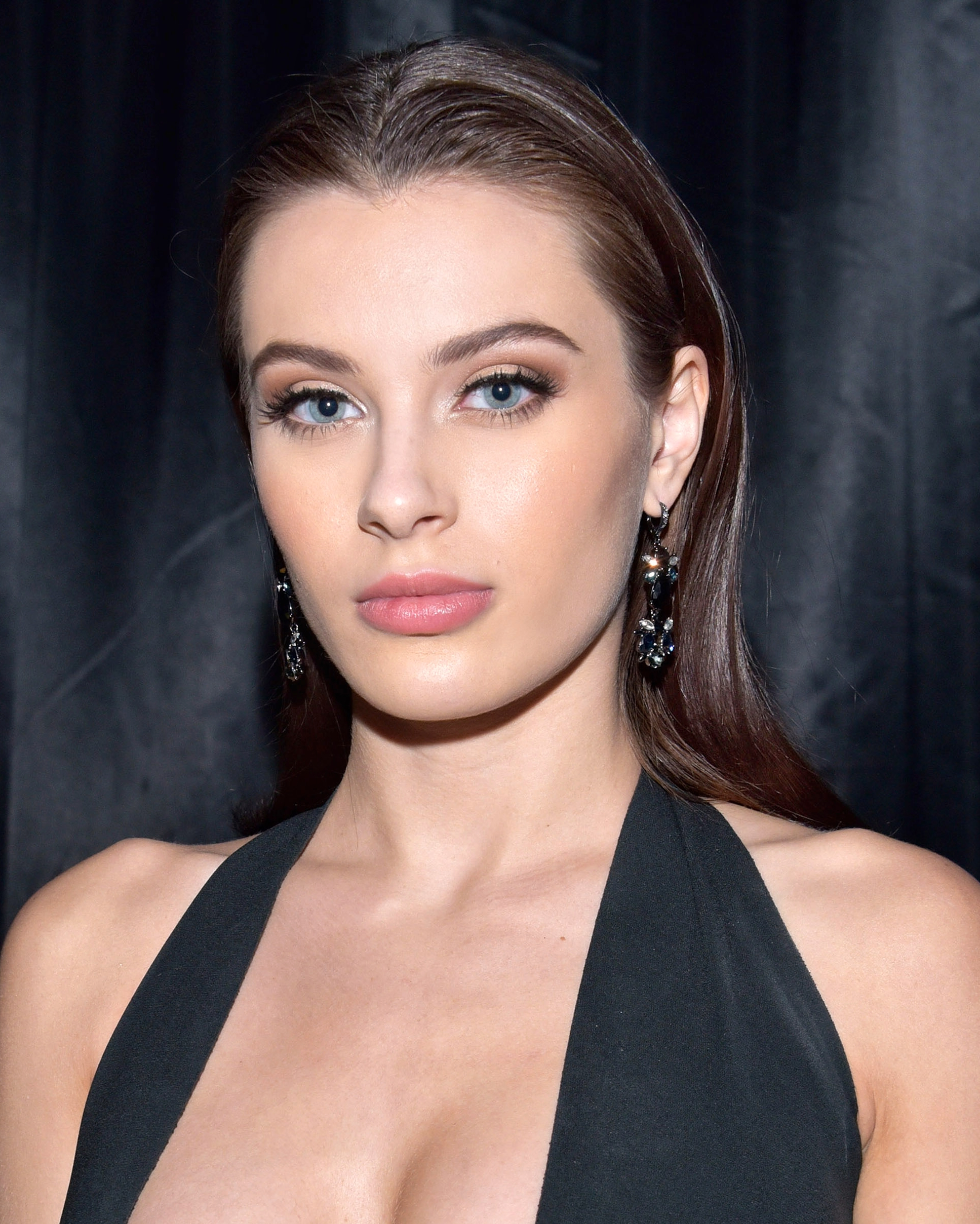
Lana Rhoades (* 1996)

- Rhoades, Matt (* 1975), US-amerikanischer politischer Funktionär
- Rhoads, Brittany (* 1989), US-amerikanische Skispringerin
- Rhoads, Cornelius P. (1898–1959), US-amerikanischer Pathologe
- Rhoads, David (1932–2017), US-amerikanischer Radrennfahrer
- Rhoads, James (1828–1895), US-amerikanischer Pädagoge und Administrator
- Rhoads, Kourtney (* 1991), US-amerikanische Basketball-, Handball- und Beachhandballspielerin
- Rhoads, Randy (1956–1982), US-amerikanischer RockgitarristRandy Rhoads (1956–1982)

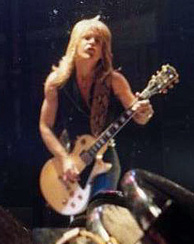
Randy Rhoads (1956–1982)

- Rhoads, Ronald (* 1933), US-amerikanischer Radrennfahrer
- Rhoads, Samuel (1711–1784), US-amerikanischer Politiker
- Rhoads, Sara Jane (1920–1993), US-amerikanische Chemikerin
- Rhoads, William (* 1995), US-amerikanischer Skispringer
- Rhoby, Andreas (* 1974), österreichischer Byzantinist
- Rhoda, Hilary (* 1987), US-amerikanisches Model
- Rhode, Adolf (1815–1891), deutscher Politiker
- Rhode, Alfred (1896–1978), deutscher Judoka
- Rhode, Ambrosius (1577–1633), deutscher Mathematiker, Astronom und Mediziner
- Rhode, Arthur (1868–1967), deutscher evangelischer Theologe und Historiker
- Rhode, Bernhard (* 1951), deutscher Fußballspieler
- Rhode, Ferdinand (1802–1872), deutscher Kaufmann, Begründer der Stiftung Stadt Leipzig
- Rhode, Franz, deutscher Buchdrucker
- Rhode, Georgius († 1600), deutscher Priester, Abt des Klosters Marienfeld
- Rhode, Gotthold (1916–1990), polnisch-deutscher Historiker
- Rhode, Heinz (1901–1945), deutscher Jurist und Hochschullehrer
- Rhode, Helmut (1915–1995), deutscher Architekt
- Rhode, Johann Christoph (1713–1786), deutscher Kartograph
- Rhode, Johann Friedrich, Orgelbauer in Danzig
- Rhode, Karl (* 1858), deutscher Drechsler und Politiker (SPD)
- Rhode, Kim (* 1979), US-amerikanische Sportschützin und Olympiasiegerin
- Rhode, Lorenz, deutscher Musikproduzent, Musiker und Komponist
- Rhode, Marcus (* 1972), US-amerikanischer Boxer
- Rhode, Max (1884–1945), deutscher Komponist und Posaunist
- Rhode, Paul (1856–1913), deutscher Bibliothekar und Archivar
- Rhode, Paul (1877–1965), deutscher Lehrer und Politiker (SPD), MdL
- Rhode, Paul Peter (1871–1945), katholischer Bischof von Green Bay
- Rhode, Robin (* 1976), südafrikanischer Künstler
- Rhode, Rudi (* 1957), deutscher Kommunikationstrainer, Sachbuchautor und Schauspieler
- Rhode, Ulrich (* 1965), deutscher Ordensgeistlicher und Hochschullehrer
- Rhode, Werner (1884–1951), deutscher Jurist und Politiker (WP), MdR
- Rhode, Werner (* 1913), deutscher Jurist
- Rhode, Will (* 1972), englischer Autor und Journalist
- Rhode-Jüchtern, Anna-Christine (* 1944), deutsche Musikwissenschaftlerin und Dozentin
- Rhode-Jüchtern, Tilman (* 1946), deutscher Geographiedidaktiker und Hochschullehrer
- Rhode-Jüchtern, Ursula (1922–2011), deutsche Kinderbuchautorin und Realschullehrerin
- Rhoden, Carmo João (* 1939), brasilianischer Ordensgeistlicher, emeritierter römisch-katholischer Bischof von Taubaté
- Rhoden, Christian (* 1974), deutscher Hochspringer
- Rhoden, Emmy von (1829–1885), deutsche SchriftstellerinEmmy von Rhoden (1829–1885)

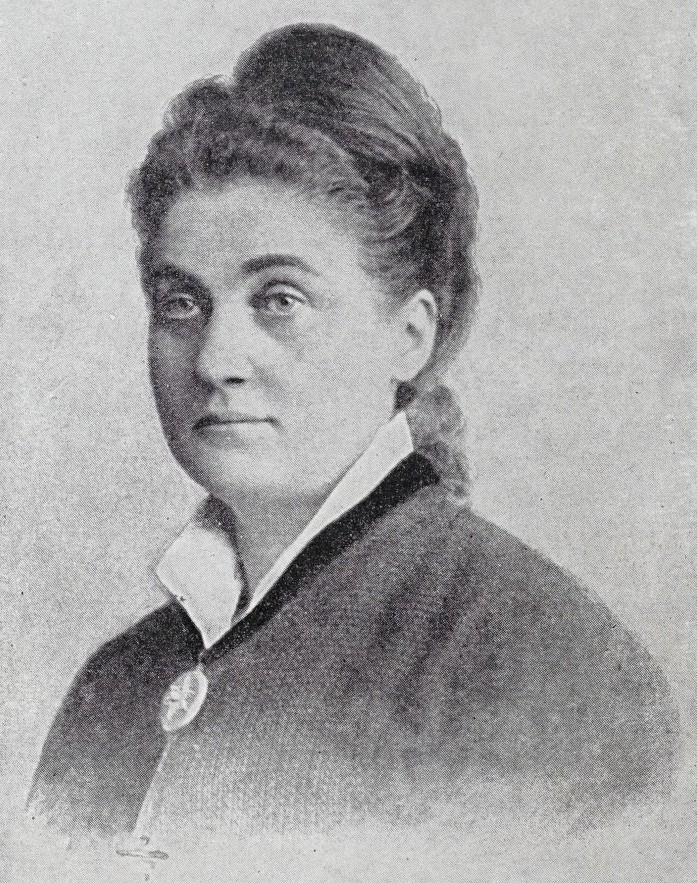
Emmy von Rhoden (1829–1885)

- Rhoden, George (1926–2024), jamaikanischer Leichtathlet und Olympiasieger
- Rhoden, Girard (* 1961), US-amerikanischer Opern-, Operetten-, Musical- und Liedsänger (Tenor)
- Rhoden, Hans (1882–1931), österreichischer Schauspieler und Regisseur
- Rhoden, Larry (* 1959), US-amerikanischer Politiker (Republikanische Partei)
- Rhoden, Shawn (1975–2021), jamaikanisch-US-amerikanischer Bodybuilder
- Rhoden, Tarees (* 2000), jamaikanischer Mittelstreckenläufer
- Rhodenbaugh, Kim (* 1966), US-amerikanische Schwimmerin
- Rhodes (* 1990), britischer Singer-Songwriter
- Rhodes, Alexandre de (1591–1660), französischer Jesuit und Missionar
- Rhodes, Alexis (* 1984), australische Radrennfahrerin
- Rhodes, Ben (* 1977), US-amerikanischer Redenschreiber
- Rhodes, Bobby (* 1947), italienischer Schauspieler
- Rhodes, Brandi (* 1983), US-amerikanische Wrestlingkampf-Ansagerin
- Rhodes, Bryan (* 1973), neuseeländischer Triathlet
- Rhodes, Cecil (1853–1902), Gründer des Staates RhodesienCecil Rhodes (1853–1902)

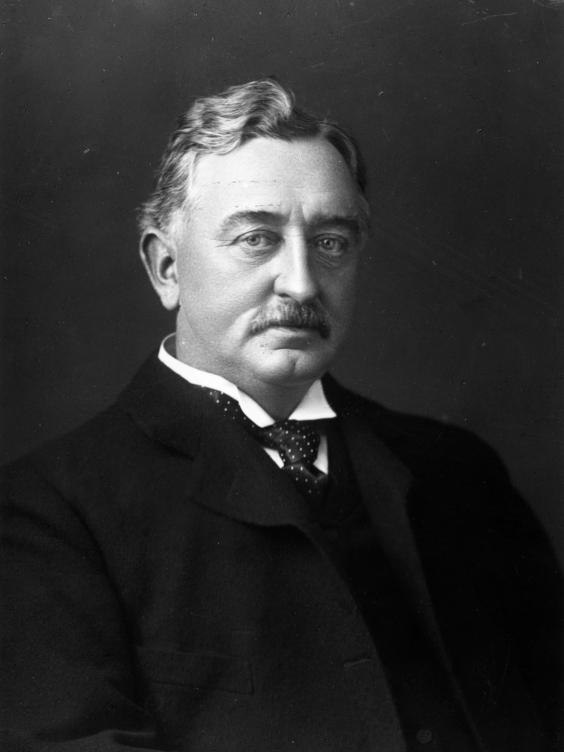
Cecil Rhodes (1853–1902)

- Rhodes, Christopher (1914–1964), britischer Nachrichtendienstler und Schauspieler
- Rhodes, Cody (* 1985), US-amerikanischer WrestlerCody Rhodes (* 1985)

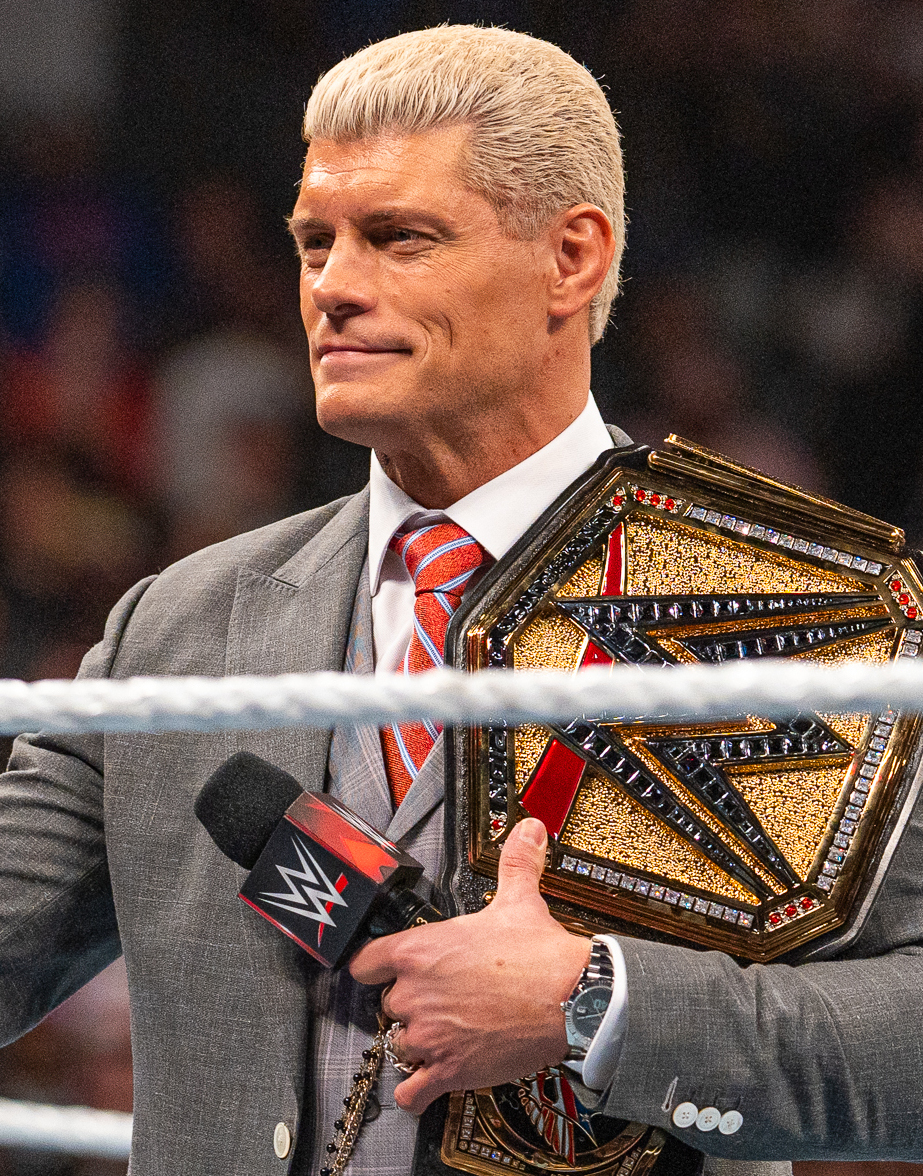
Cody Rhodes (* 1985)

- Rhodes, Colin (* 1963), englischer Künstler, Autor, Kurator und Pädagoge
- Rhodes, Cynthia (* 1956), US-amerikanische Tänzerin und Schauspielerin
- Rhodes, Damian (* 1969), US-amerikanischer Eishockeytorwart
- Rhodes, Dan (* 1972), britischer Autor
- Rhodes, David (* 1956), englischer Gitarrist, Songwriter und Komponist
- Rhodes, Donnelly (1937–2018), kanadischer Schauspieler
- Rhodes, Dustin (* 1969), US-amerikanischer Wrestler
- Rhodes, Dusty (1945–2015), US-amerikanischer Wrestler
- Rhodes, Elisha Hunt (1842–1917), Unionssoldat im Amerikanischen Sezessionskrieg
- Rhodes, Erik (1906–1990), US-amerikanischer Schauspieler
- Rhodes, Erik (1982–2012), US-amerikanischer Pornodarsteller
- Rhodes, Gary (1960–2019), britischer Sterne- und Fernsehkoch, Unternehmer und Buchautor
- Rhodes, George M. (1898–1978), US-amerikanischer Politiker
- Rhodes, Happy (* 1965), US-amerikanische Sängerin und Songwriterin
- Rhodes, Hari (1932–1992), US-amerikanischer Schauspieler und Autor
- Rhodes, Harold (1910–2000), US-amerikanischer Erfinder des Elektronischen Pianos
- Rhodes, Hervey, Baron Rhodes (1895–1987), britischer Offizier, Politiker, Mitglied des House of Commons und Unternehmer
- Rhodes, Ida (1900–1986), ukrainisch-amerikanische Computerpionierin
- Rhodes, James Ford (1848–1927), US-amerikanischer Historiker und Schriftsteller
- Rhodes, Jane (1929–2011), französische Opernsängerin (Sopran und Mezzosopran)
- Rhodes, Jennifer (* 1947), US-amerikanische Fernsehschauspielerin
- Rhodes, Jessa (* 1993), US-amerikanische PornodarstellerinJessa Rhodes (* 1993)

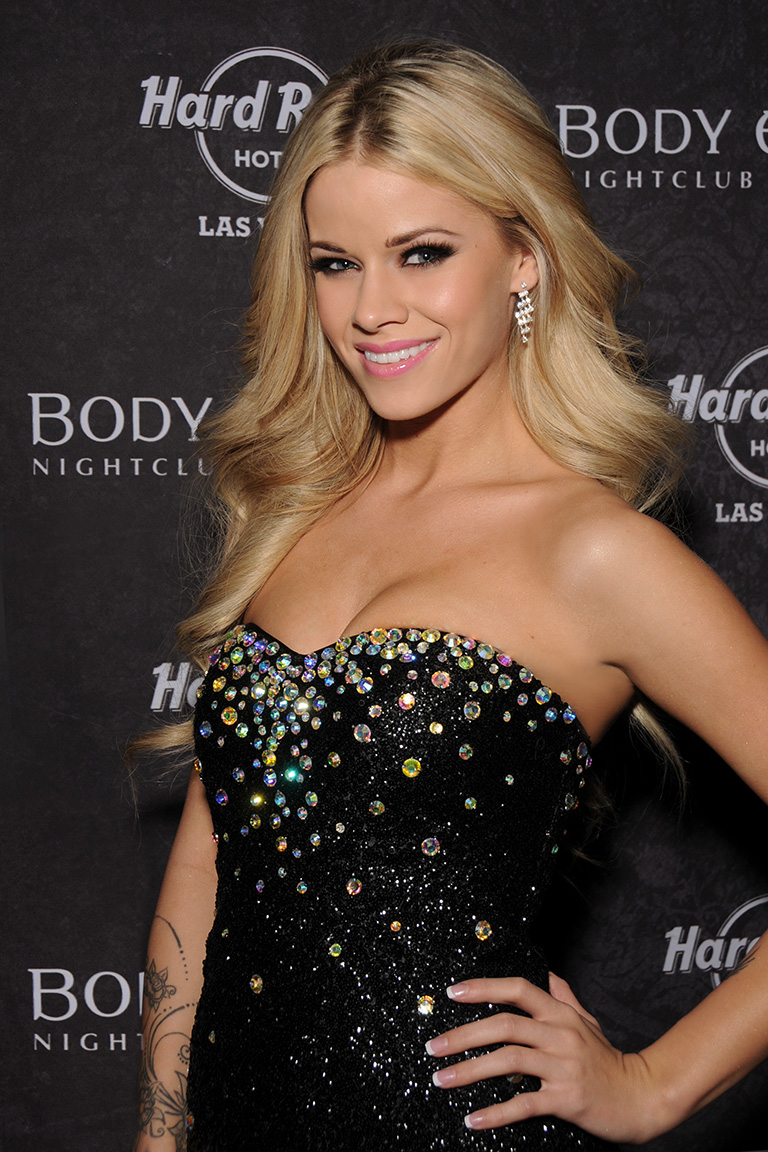
Jessa Rhodes (* 1993)

- Rhodes, Jim (1909–2001), US-amerikanischer Politiker
- Rhodes, Joan (1921–2010), britische Zirkusartistin
- Rhodes, John (1870–1947), britischer Segler
- Rhodes, John (* 1927), britischer Rennfahrer
- Rhodes, John Jacob (1916–2003), US-amerikanischer Politiker
- Rhodes, John Jacob III (1943–2011), US-amerikanischer Politiker
- Rhodes, Jordan (* 1990), schottischer Fußballspieler
- Rhodes, Ken (1945–2016), US-amerikanischer Jazzmusiker (Piano, Komposition)
- Rhodes, Kim (* 1969), US-amerikanische SchauspielerinKim Rhodes (* 1969)

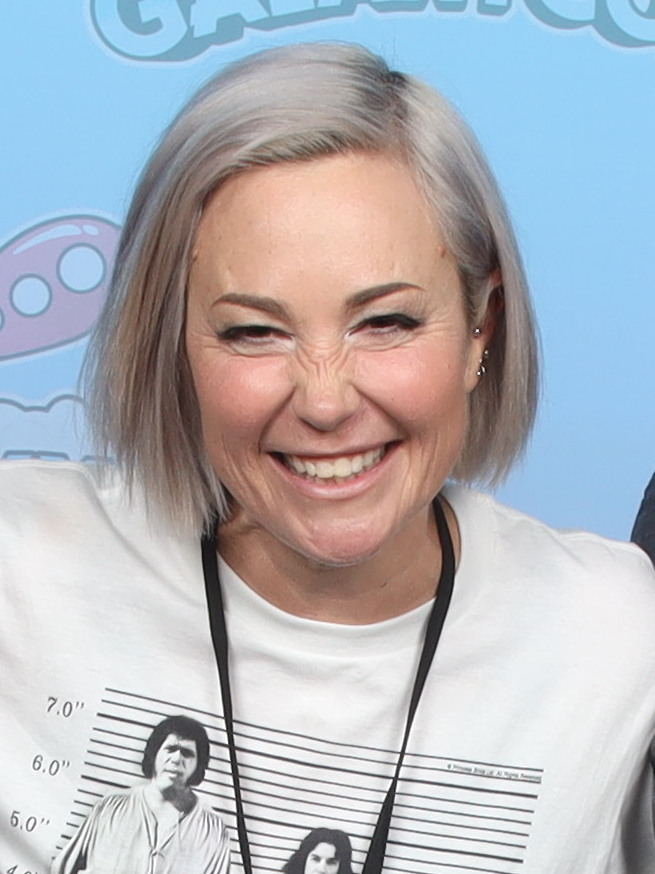
Kim Rhodes (* 1969)

- Rhodes, Leah (1902–1986), US-amerikanische Kostümbildnerin
- Rhodes, Louise (* 1964), britische Sängerin und Songwriterin
- Rhodes, Luke (* 1992), US-amerikanischer American-Football-Spieler
- Rhodes, Margaret (1925–2016), britische Cousine der Königin Elisabeth II.
- Rhodes, Marion E. (1868–1928), US-amerikanischer Politiker
- Rhodes, Marjorie (1897–1979), britische Schauspielerin in Theater, Film und Fernsehen
- Rhodes, Michael (* 1945), US-amerikanischer Filmregisseur und Filmproduzent
- Rhodes, Michael (* 1977), englischer Snookerspieler
- Rhodes, Nick (* 1962), britischer Keyboardspieler
- Rhodes, Peregrine (1925–2005), britischer Diplomat
- Rhodes, Peter John (1940–2021), britischer Althistoriker
- Rhodes, R. A. W (* 1944), britischer Politologe und Hochschullehrer
- Rhodes, Richard (* 1937), US-amerikanischer Wissenschaftspublizist
- Rhodes, Samuel (* 1941), US-amerikanischer Bratschist, Komponist und Musikpädagoge
- Rhodes, Slim (1912–1966), US-amerikanischer Country- und Rockabilly-Sänger
- Rhodes, Sonny (1940–2021), US-amerikanischer Blues-Gitarrist und Sänger
- Rhodes, Todd (1900–1965), US-amerikanischer Pianist, Arrangeur und Bandleader des Swing und Rhythm and Blues
- Rhodes, Trevante (* 1990), US-amerikanischer FilmschauspielerTrevante Rhodes (* 1990)

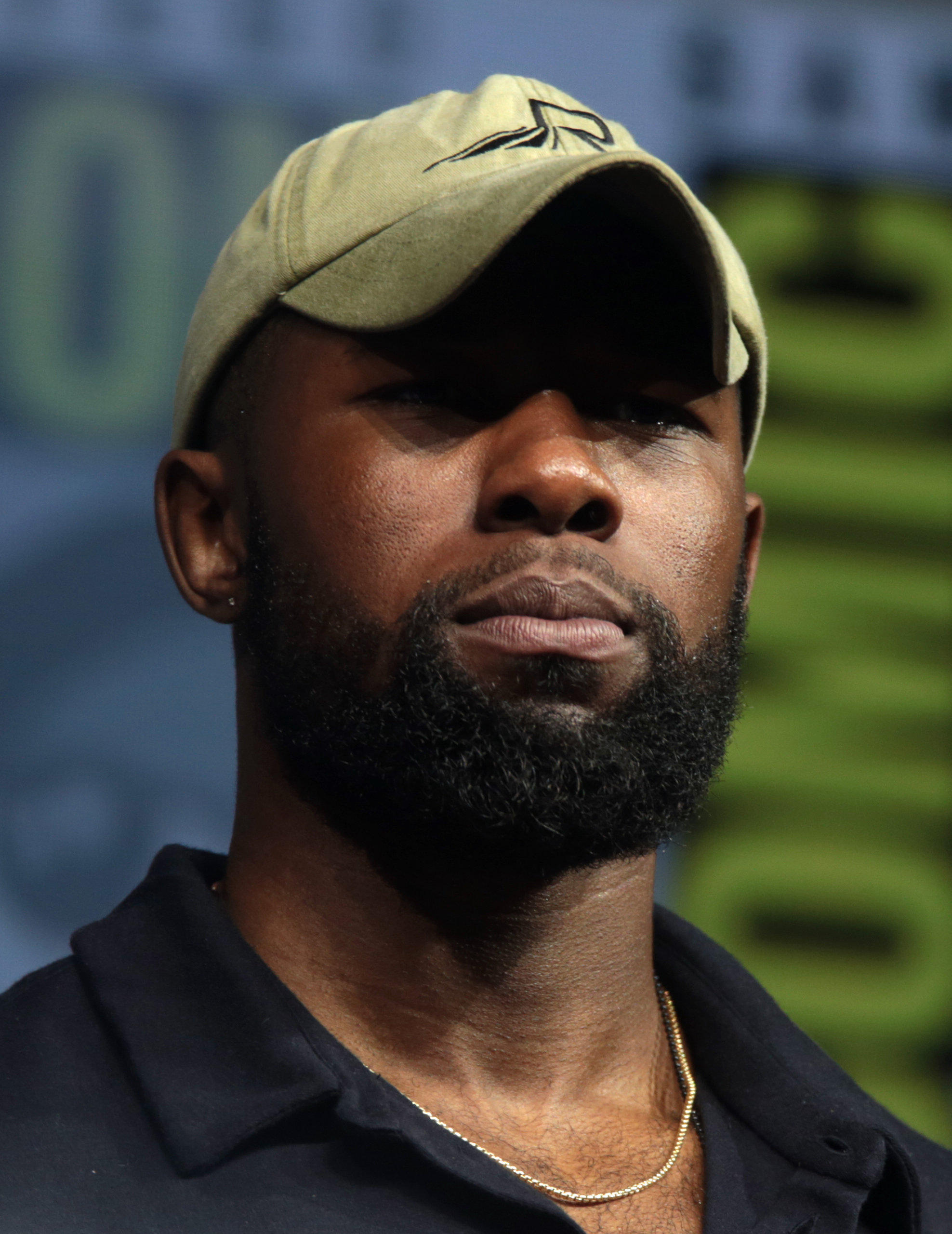
Trevante Rhodes (* 1990)

- Rhodes, Walter, US-amerikanischer Bluesmusiker
- Rhodes, Xavier (* 1990), US-amerikanischer American-Football-Spieler
- Rhodes-Vivour, Gbadebo (* 1983), nigerianischer Architekt und Politiker (Labour Party)
- Rhodin, Margaretha, Opfer der Hexenverfolgung in Wildungen
- Rhodin, Sarah (* 2007), schwedische Kinderdarstellerin
- Rhodin, Thomas (* 1971), schwedischer Eishockeyspieler
- Rhodius, Ambrosius (1605–1696), deutscher Mediziner und Astrologe
- Rhodius, Marianne (1814–1902), deutsche Stifterin und Philanthropin
- Rhodius, Theodor († 1625), deutscher lutherischer Pfarrer, neulateinischer Dramatiker, Späthumanist
- Rhodogune, Gattin des persischen Satrapen von Armenien Orodes I.
- Rhodogune, Tochter des Partherreichkönigs Mithridates Arsakes Philhellen, Schwester König Phraates’ II. und Gattin des Seleukidenkönigs Demetrios Nikator
- Rhodokanakis, Nikolaus (1876–1945), griechisch-österreichischer Semitist und Arabist
- Rhodolfo (* 1986), brasilianischer Fußballspieler
- Rhodomann, Lorenz (1546–1606), deutscher Pädagoge, lutherischer Theologe, Historiker und Philologe
- Rhodon, christlicher Apologet
- Rhodopis, griechische Hetäre
- Rhodri ab Owain († 1195), walisischer Herrscher von Gwynedd
- Rhodri der Große († 878), König von Gwynedd, Powys und Seisyllwg (Wales)
- Rhodri, Steffan (* 1967), walisischer Schauspieler
- Rhoeden, Hans Christian von († 1716), preußischer Generalmajor und Kommandeur des Kürassierregiments Nr. 2
- Rhoen, Carl (1822–1899), deutscher Vermessungstechniker, Bauunternehmer und Publizist
- Rhoer, Cornelis Willem de (1751–1821), niederländischer Historiker, Rhetoriker, Philologe und Rechtswissenschaftler
- Rhoikos, Bildhauer der griechischen Antike
- Rhoimetalkes III. († 46), thrakischer König
- Rhom, Herbert (1943–2016), österreichischer Theaterschauspieler
- Rhoma, Putra Eka (* 1994), indonesischer Badmintonspieler
- Rhomberg, Adolf (1851–1921), österreichischer Textilunternehmer und Landeshauptmann Vorarlbergs
- Rhomberg, Albert (1819–1884), österreichischer Unternehmer und Politiker, Landtagsabgeordneter
- Rhomberg, Armin (1901–1985), österreichischer Politiker (ÖVP); Landtagsabgeordneter zum Vorarlberger Landtag
- Rhomberg, August (1838–1912), österreichischer Buchhalter und Politiker, Landtagsabgeordneter
- Rhomberg, Edmund (1875–1944), deutscher Diplomat
- Rhomberg, Günter (* 1938), österreichischer Manager und Kulturfunktionär
- Rhomberg, Hanno (1819–1864), deutscher Genremaler
- Rhomberg, Hermann (1900–1970), österreichischer Unternehmer und Politiker (NSDAP)
- Rhomberg, Johannes (* 1980), österreichischer Schauspieler
- Rhomberg, Joseph Anton (1786–1855), österreichisch-deutscher Maler, Zeichner und Grafiker
- Rhomberg, Julia (* 1968), österreichische Schriftstellerin
- Rhomberg, Julius (1845–1923), österreichischer Zivilingenieur, Architekt und Baurat
- Rhomberg, Julius (1869–1932), österreichischer Unternehmer
- Rhomberg, Katharina (* 1992), österreichische Springreiterin
- Rhomberg, Lore (1923–2016), österreichische Künstlerin
- Rhomberg, Lorenz (1896–1976), österreichischer Unternehmer und Politiker (NSDAP)
- Rhomberg, Patricia (* 1953), österreichische Pornodarstellerin
- Rhomberg, Rudolf (1920–1968), österreichischer Schauspieler
- Rhomberg, Thomas († 1647), österreichischer Hauptmann und Landammann in Vorarlberg
- Rhomberg, Walter (1911–1992), österreichischer Unternehmer und Kulturfunktionär
- Rhomberg, Wilhelm (1825–1887), österreichischer Politiker, Landtagsabgeordneter und Bürgermeister
- Rhone, Molly, jamaikanische Sportfunktionärin und Netballspielerin
- Rhonfeld, Emil David von (1837–1918), k.u.k. General, Statthalter des Königreichs Dalmatien
- Rhonheimer, Martin (* 1950), Schweizer Philosoph, Hochschullehrer und PriesterMartin Rhonheimer (* 1950)

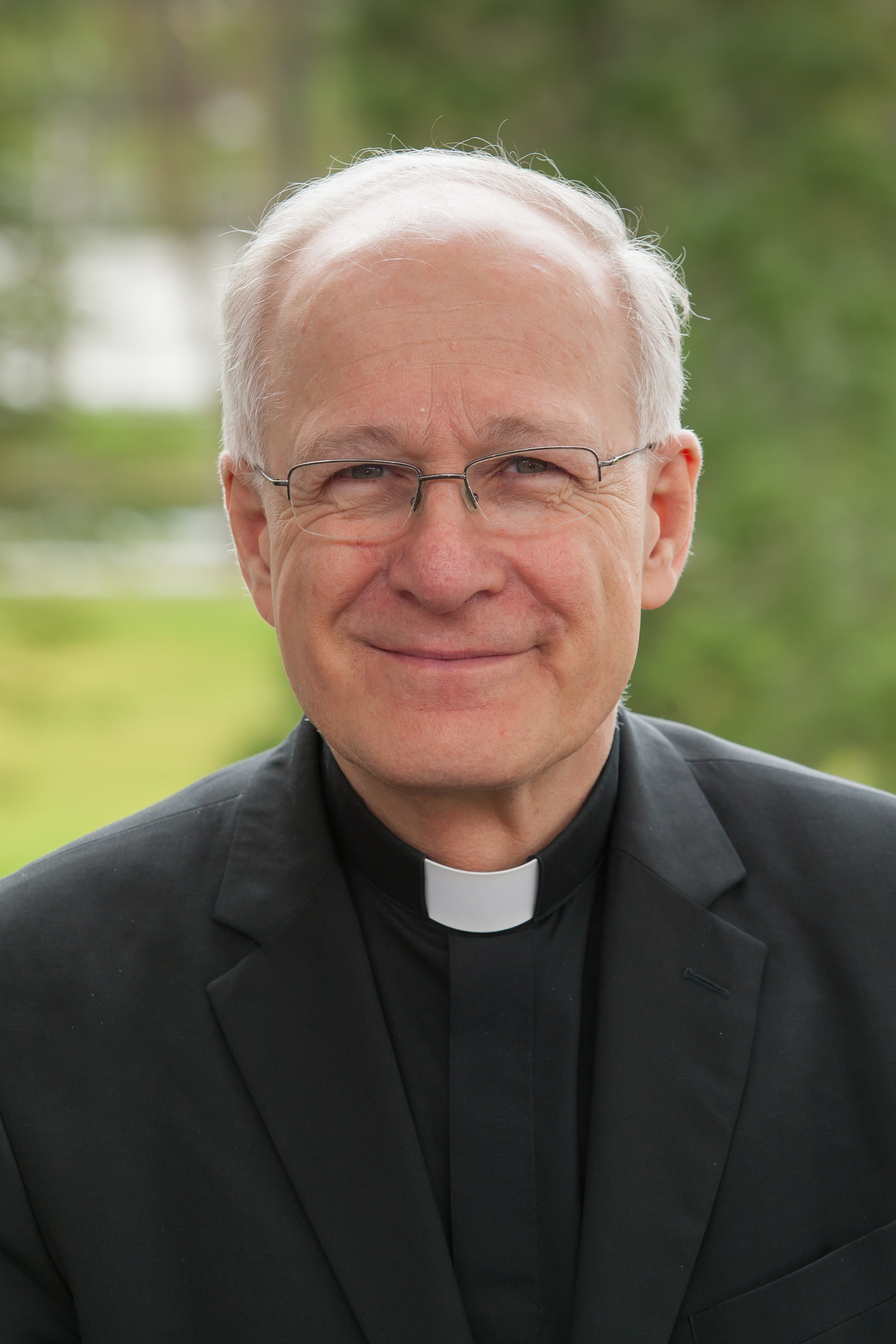
Martin Rhonheimer (* 1950)

- Rhonheimer, Michael, Schweizer Geigenbauer
- Rhoodie, Eschel (1933–1993), südafrikanischer Journalist, Autor und Politiker während der Zeit der Apartheid
- Rhosakes, persischer Satrap
- Rhotert, Bernt (* 1934), deutscher Schriftsteller
- Rhotert, Hans (1900–1991), deutscher Ethnologe
- Rhove (* 2001), italienischer Rapper

### Rhu
- Rhue, Madlyn (1935–2003), US-amerikanische Schauspielerin
- Rhuggenaath, Eugene (* 1970), curaçaoischer Politiker
- Rhule, Matt (* 1975), US-amerikanischer American-Football-Trainer
- Rhumbler, Ludwig (1864–1939), deutscher Zoologe, Forstwissenschaftler und Hochschullehrer
- Rhustavito, Shesar Hiren (* 1994), indonesischer Badmintonspieler

### Rhy
- Rhydderch Hael, König von Schottland
- Rhymefest (* 1977), US-amerikanischer Rapper
- Rhymer, Don (1961–2012), US-amerikanischer Drehbuchautor
- Rhymer-Stuart, Yashira (* 1997), Leichtathletin von den amerikanischen Jungferninseln
- Rhymes, Busta (* 1972), US-amerikanischer RapperBusta Rhymes (* 1972)
- Rhymin Simon (* 1976), deutscher Rapper

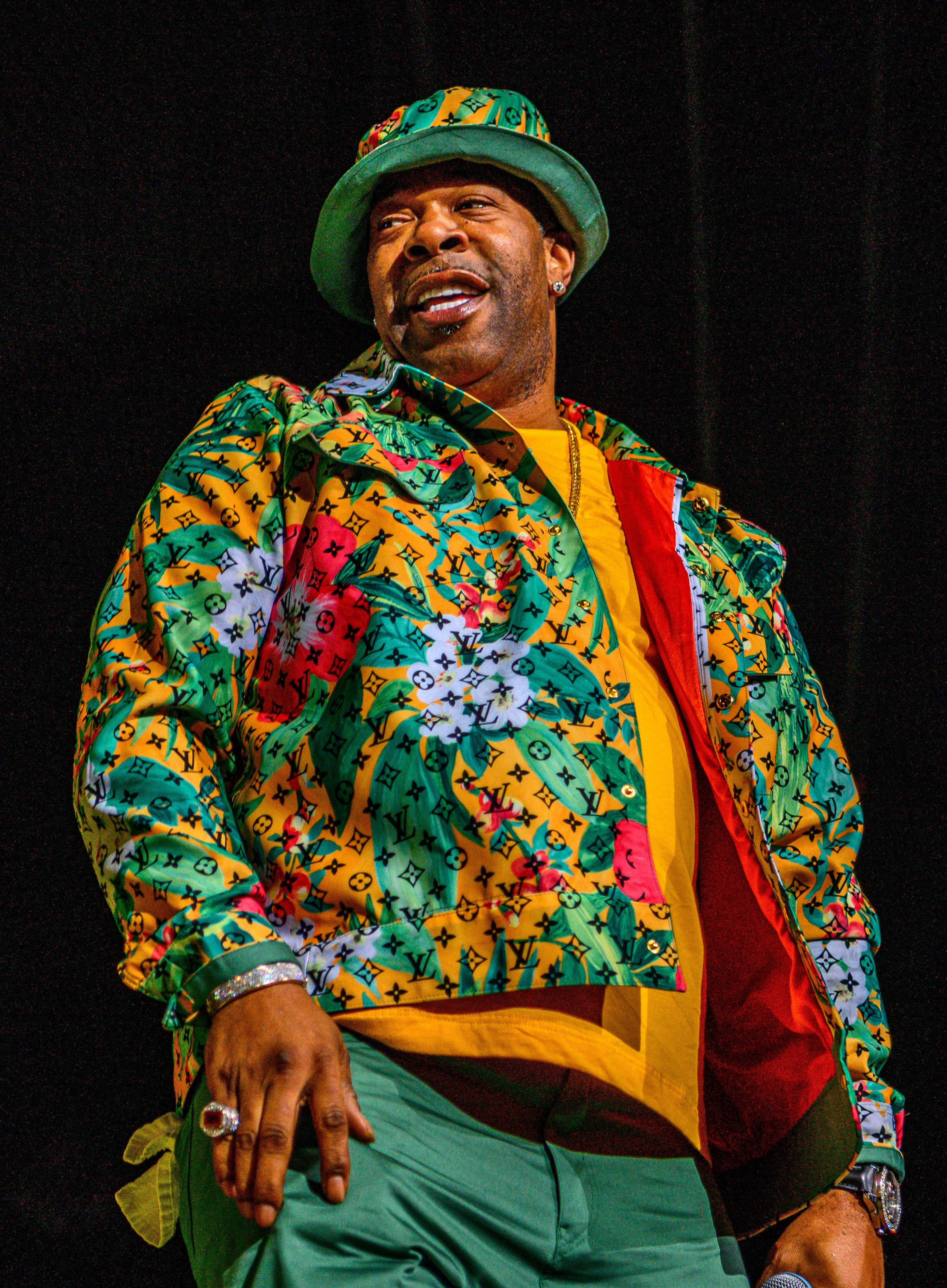
Busta Rhymes (* 1972)

- Rhyn, Hans (1888–1967), Schweizer Schriftsteller
- Rhyn, Henrik (1942–2024), Schweizer Schriftsteller, Erzähler, Schauspieler, Feature-Autor, Redakteur Schweizer Radio DRS, Fernsehmoderator SF DRS, Maler und Gestalter
- Rhyn, Jost Meyer-am (1834–1898), Schweizer Sammler und Landschaftsmaler der Düsseldorfer Schule
- Rhyne, Melvin (1936–2013), US-amerikanischer Organist des Modern Jazz
- Rhyner, Alfred (1915–1975), Schweizer Ingenieur, Hochschullehrer (ETH Zürich), Verkehrs- und Raumplaner
- Rhyner, Kaspar (* 1932), Schweizer Politiker (FDP)
- Rhyner, Markus (* 1982), Schweizer Politiker
- Rhynes, Spencer (* 1974), US-amerikanischer Basketballspieler
- Rhys ab Owain († 1078), König des walisischen Fürstentums Deheubarth
- Rhys ap Gruffydd († 1356), walisischer Militär
- Rhys ap Gruffydd († 1256), Lord von Senghenydd (Südwales)
- Rhys ap Gruffydd FitzUrien († 1531), walisischer Adliger
- Rhys ap Maredudd († 1292), Lord von Deheubarth in Südwales
- Rhys ap Tewdwr († 1093), Fürst von Deheubarth in Südwales
- Rhys ap Thomas († 1525), walisischer Adliger, Militär und Staatsmann
- Rhys Fychan († 1271), Lord von Deheubarth in Südwales
- Rhys Fychan († 1302), walisischer Lord aus der Dinefwr-Dynastie
- Rhys Gryg († 1234), Fürst von Deheubarth in Südwales
- Rhys Harries, Tom (* 1990), britischer Schauspieler
- Rhys Ieuanc († 1222), Lord von Deheubarth in Südwales
- Rhys Jones, Griff (* 1953), britischer Autor, Komiker, Schauspieler, Produzent und Regisseur
- Rhys Mechyll († 1244), walisischer Lord von Deheubarth aus der Dinefwr-Dynastie
- Rhys Meyers, Jonathan (* 1977), irischer SchauspielerJonathan Rhys Meyers (* 1977)

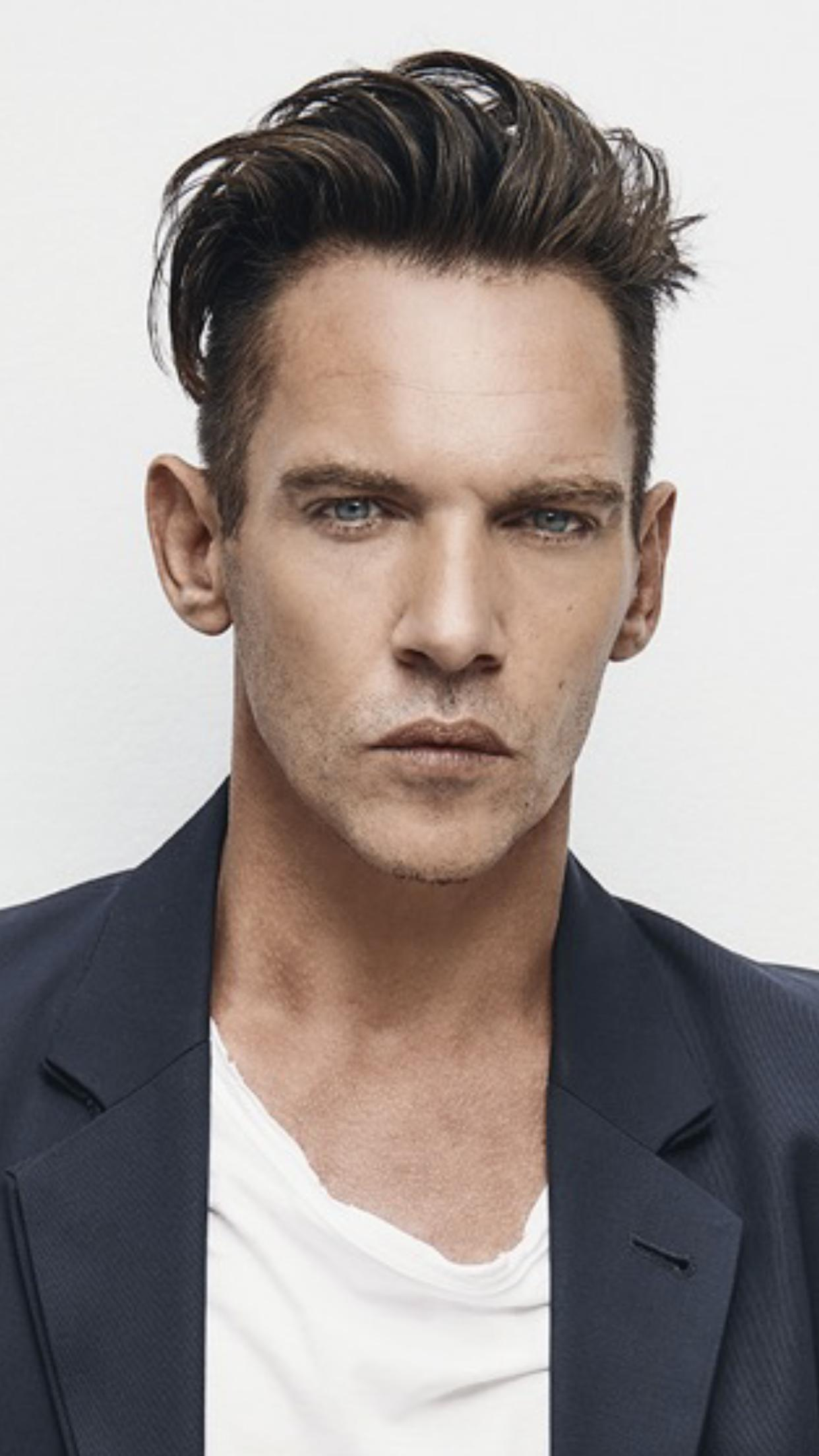
Jonathan Rhys Meyers (* 1977)

- Rhys Wyndod († 1302), Lord von Deheubarth in Südwales
- Rhys, Charles, 8. Baron Dynevor (1899–1962), britischer Adliger und Politiker
- Rhys, Elen (* 1983), britische Schauspielerin
- Rhys, Gruff (* 1970), walisischer Popmusiker
- Rhys, Jean († 1979), dominicanische Schriftstellerin
- Rhys, John Llewellyn († 1940), britischer Schriftsteller und Bomberpilot im Zweiten Weltkrieg
- Rhys, Lord (1132–1197), Herrscher des Königreichs von Deheubarth (Südwales) (1155–1197)
- Rhys, Matthew (* 1974), britischer Schauspieler
- Rhys, Paul (* 1963), britischer Film- und Theaterschauspieler
- Rhys, Walter, 7. Baron Dynevor (1873–1956), britischer Adliger und Politiker, Mitglied des House of Commons
- Rhys-Davies, John (* 1944), britischer Schauspieler
- Rhys-Williams, Juliet (1898–1964), britische Ökonomin, Politikerin, Schriftstellerin